# Condannato a morte (film)
Condannato a morte (Doomed to Die) è un film del 1940 diretto da William Nigh.
È un film giallo e thriller statunitense con Boris Karloff, Marjorie Reynolds e Grant Withers. Fa parte della serie di film del detective cinese americano Mr. Wong, interpretato da Karloff, a loro volta ispirati alla serie di romanzi di Hugh Wiley.

## Trama
La vicenda ruota intorno all'assassinio del celebre armatore Cyrus B. Vermont, già al centro dell'attenzione dell'opinione pubblica per il disastroso incendio sviluppatosi su un suo piroscafo, l'Hermione, causa della morte di 400 passeggeri. Le circostanze dell'omicidio sembrano inopinatamente condurre a Dick Fleming, figlio di un suo rivale in affari e fidanzato con sua figlia Silvia.
La celebre giornalista Bobbie Logan, amica proprio di Silvia, è però convinta dell'innocenza di Dick, e non confidando nelle capacità del capitano della polizia Slim, si persuade della necessità di affidare il caso a Mr. Wong. Le indagini accurate portano ad identificare come colpevoli l'ex autista dell'armatore, Barlow, e l'avvocato Victor Martin, implicati nella sparizione di un grande quantitativo d'oro durante il naufragio.

## Produzione
Il film, diretto da William Nigh su una sceneggiatura di Michael Jacoby e Ralph Gilbert Bettison e sui personaggi dei romanzi di Hugh Wiley, fu prodotto da Paul Malvern per la Monogram Pictures e girato da metà giugno 1940. Il titolo di lavorazione fu  Shadows over Chinatown.

## Distribuzione
Il film fu distribuito con il titolo Doomed to Die negli Stati Uniti dal 12 agosto 1940 al cinema dalla Monogram Pictures.
Altre distribuzioni:
- in Svezia il 26 settembre 1941 (Dömd att dö)
- in Italia (Condannato a morte)
- in Brasile (Condenado à Morte)
- in Spagna (Condenado a muerte)
- in Finlandia (Kuolemaantuomittu)
- in Brasile (Noite de Terror)

## Promozione
La tagline è: "The master of crime cleans up the dirty game of murder!".